# Unione Sportiva Cremonese
Unione Sportiva Cremonese é uma agremiação esportiva italiana, fundada em 1903, e sediada em Cremona. Atualmente disputa a Série A, equivalente à elite do futebol italiano. O Clube manda as suas partidas no estádio Giovanni Zini.

## História

### 1903-1912: a fundação
A origem da Cremonese remonta a 24 de março de 1903, no restaurante La Varesina, da praça Sant'Angelo, em Cremona. Fundada por um grupo de amigos como sociedade poliesportiva, com o objetivo de difundir e facilitar entre a juventude a educação física, o amor ao exercícios esportivos, à disciplina e à concórdia, onde possa ser útil a si e à pátria, teve como primeiro presidente Emilio Faia. As cores sociais escolhidas foram o branco e o lilás. De fato, o futebol começa a ser praticado, em 1900, em nível amador. Naqueles anos nascem na cidade outras equipes de futebol que começam a difundir os primeiros torneios dedicados a esse esporte.
Em 1911, Nino Gandelli é escolhido o primeiro treinador da Cremonese tendo o objetivo de reunir um elenco que possa ser competitivo. Ele recolhe em torno de si o melhor da experiência citadina, entre os quais Zini, Defendi, Lanfritto, "Bay" Bonazzoli, Ardigò, os irmãos Mainardi, Lombardi, Bonzio, Cottarelli, Leida, os irmãos Bignamini e muitos outros.

### 1913-1926: primeiros êxitos
Em 1913, após a fusão com a Associazione Calcio Cremona, a Cremonese decide se filiar à Federação Italiana para o campeonato de promoção. A primeira formação oficial é: Zini, Mainardi, Lanfritto, Curtabili, Tornetti, Talamazzini, Costa, Albertoni, Bignamini, Lombardi, Defendi.
A primeira temporada se revelou logo formidável. Na sua estreia no mundo do futebol oficial, o time de Cremona venceu o campeonato de promoção 1913-1914 e foi promovido à primeira categoria. Nessa ocasião a sociedade decidiu mudar as cores oficiais para cinza e vermelho, que ainda hoje representam um sinal distinto da equipe.
Nos anos sucessivos, porém o time, embora não retrocedendo nunca, não almejou superar as eliminatórias regionais. Mas o advento da Primeira Guerra Mundial atingiu também a equipe e seus jogadores, dos quais muitos foram convocados para o fronte de guerra. Entre eles o goleiro Giovanni Zini, ídolo da torcida, morrerá em Cividale del Friuli, por conta de uma infecção.
Terminada a guerra, em 1918, a Cremonese, sob a guia do presidente Ferdinando Arcari, tenta reconstruir uma equipe que possa novamente participar de competições oficiais. Em 1919, disputa a Copa das Províncias Lombardas e a vence. No entanto, a sociedade transfere o próprio campo de jogo e decide de nomeá-lo Estádio Giovanni Zini. Na temporada 1919-1920, se classificou em quinto na chave eliminatória em Lombardo na Primeira Categoria. Na sucessiva temporada consegue alcançar o terceiro lugar no Grupo "B". Na temporada 1921-1922, aproveita-se da falta de inscrição para o campeonato federal das 24 maiores equipes do norte, que se inscreveram no concorrente campeonato CCI, a primeira divisão. A Cremonese obteve a sua melhor posição em campeonatos regionais de Primeira Categoria com um ótimo segundo lugar na chave lombarda. Essa posição lhe permitiu de permanecer na máxima série, renomeada Primeira Divisão, após a reunificação da FIGC e Confederação Italiana sem precisar passar por repescagens.
O jogo de futebol já havia começado a suscitar o interesse dos jornais. Os times começam a se organizar. Começa o mercado dos jogadores e a Cremonese tenta se adequar. O presidente Luigi Gabbi engaja o treinador profissional Eugen Payer e os atacantes Jezmas e Wilhelm, todos provenientes da Hungria. Na temporada 1925-1926 o time chegou ao segundo lugar, embora distanciada de 12 puntos da Juventus, campeã italiana.

### 1927-1945: o declínio
A perda dos melhores jogadores, transferidos para equipes mais competitivas, além da disponibilidade econômica limitada, levam a Cremonese em direção a um inevitável declínio. Justo na temporada da primeira Copa do Mundo, 1929-1930, a equipe caiu para a Série B.
Desse momento, por um longo período, a Cremonese participa com resultados alternantes em campeonatos de Série B e C, com exceção dos anos em que o certame foi suspenso devido à Segunda Guerra Mundial. Todavia, é naqueles anos que emerge na companhia um jogador de grande talento, Giacomo Mari.

### 1945-1970: os anos obscuros
Logo após o fim da guerra, com o reinício oficial dos campeonatos, o novo presidente, Gianni Zucchi, deseja que a equipe volte a ser competitiva. Com efeito, a Cremonese, treinada por Renato Bodini, se classificou em primeiro lugar no Grupo "B" do campeonato da Alta Itália, mas declinou diante da Alessandria, perdendo a oportunidade de ser promovida à Série A.
Nos anos sucessivos disputou alguns campeonatos de Série B, pontuados por honoráveis colocações. Foi nesse período que se revelou outro grande talento, Pasquale Vivolo.
Seguiu um longo período de resultados ruins. A equipe chegou a ser rebaixada à Série D. A sociedade demonstra, no entanto, revelar vários jogadores como Franco Zaglio, na metade dos anos 1950, e Erminio Favalli, na primeira fase da década de 1960.
O evento seguramente mais importante naqueles anos foi a posse do presidente Domenico Luzzara na temporada 1970-1971. Nos sucessivos 33 anos a história da Cremonese se identificará com o seu presidente. Sob a sua gestão, os resultados começam a melhorar. Desde então a equipe não cairá mais para a Série D. São os anos de Aristide Guarnieri, o qual endossará a camisa cinza e vermelha somente no fim da sua carreira.

### 1971-1980: o retorno
Nos anos seguintes, Luzzara tenta à escalada rumo à Série B, onde Emiliano Mondonico, já em final de carreira, e Antonio Cabrini são destaques. Na temporada 1976-1977, o capitão da equipe era um ainda jovem Cesare Prandelli. O time consegue a tão esperada promoção à Série B, ainda que a experiência tenha durado somente um ano. Após algumas participações inexpressivas, o retorno só ocorrerá na temporada 1980-1981.

### 1981-1996: volta à Série A
Neste período, a Cremonese revela outro jogador em suas categorias de base: Gianluca Vialli fez sua estreia como profissional com apenas 16 anos de idade, e Mondonico, que iniciou e encerrou a carreira no clube, era o treinador dos juniores desde 1979. Na temporada 1981-1982 a equipe se salva graças à chegada de Mondonico a sete rodadas para o término do campeonato. No ano sucessivo, o time nutre a esperança de retornar à máxima série até a última rodada. A equipe perde a disputa contra Catania e Como na luta pelo acesso à máxima série.
Finalmente na temporada 1983-1984 a Cremonese retorna à Série A após 54 anos de espera. Em sua primeira temporada na elite, a equipe, órfã de Vialli, que se transferira à Sampdoria, será protagonista de uma participação desiludente que a rebaixou novamente à Série B, apesar do reforço de alguns atletas, como o atacante Juary, ex-Santos.
Sob a batuta de Bruno Mazzia, já na temporada 1985-1986, o time conseguiu novamente o retorno à Série A, na temporada 1988-1989, vencendo a disputa contra a Reggina, com o gol decisivo de Attilio Lombardo.
Sob o comando de Tarcisio Burgnich, novamente o rebaixamento é imediato, embora tenha contado com os gols da revelação argentina Gustavo Dezotti.
Com a chegada de Gigi Simoni, no verão de 1992, a equipe viveu anos mais gloriosos. Consegue a promoção à Série A, em 1992-1993 com o recorde de vitórias consecutivas para um time profissional italiano (8). Permanece três temporadas consecutivas na Série A, obtendo um décimo lugar na classificação como seu melhor alcance, em 1993-1994. Conquista, em 27 de março de 1993, o Troféu Anglo-Italiano, com uma espetacular vitória sob o Derby County, por 3 a 1, na final disputada no lendário estádio de Wembley. Era a segunda equipe italiana a pisar no templo mundial da história do futebol, após o Milan na final da Copa dos Campeões, em maio de 1963.

### 1997-2007: fim da Era Luzzara
Depois das exultantes três temporadas na Série A, a equipe começou um período difícil. No fim de duas temporadas afunda da Série A à Série C1 (1996-1997), chegando até mesmo à Série C2, em 1999-2000. São anos do abandono do histórico presidente Luzzara. Se inicia um período difícil, durante o qual a presidência da sociedade é regida por Luigi Gualco. Após quatro campeonatos em Série C2, em duas temporadas a Cremonese consegue o retorno à Série B, para voltar, porém, no ano seguinte, à Série C1. Esses anos são caracterizados por uma série de problemas financeiros que farão com que os sócios tenham o desejo de vender a sociedade.

### 2007-2012: série C e a Primeira Divisão
No verão de 2007 a sociedade, em grave crise financeira, é adquirida pelo empreendedor Arvedi que deseja levar a equipe a postos mais gloriosos. O diretor esportivo Erminio Favalli leva para Cremona jogadores como Lamberto Zauli, Leonardo Colucci, Gabriele Graziani e muitos outros atletas de categoria para a escalada rumo à Série B. Em 18 de abril de 2008 a sociedade lamenta a trágica perda de um dos seus representantes mais amados e conhecidos: Erminio Favalli, histórico diretor esportivo, faleceu com 64 anos, vitimado por um infarto. No campeonato, alcança o segundo lugar, atrás do Sassuolo, e nos play-offs elimina o Foggia na semifinal. No jogo de ida da decisão vence por 1 a 0 o Cittadella, mas vê escapar o acesso por conta da derrota em casa por 3 a 1 em uma partida marcada pela polêmica. A perda foi causada pela não marcação de um pênalti em Ferrarese, na ocasião do 3 a 1 de Carteri, além da anulação de um gol completamente regular de Cozzolino, que foi anulado misteriosamente aos 93 minutos. No caso de paridade de gols assinalados nas duas partidas da final, teria sido promovida a Cremonese, melhor posicionada na classificação ao término da temporada regular.
No ano sucessivo, a equipe participou da Lega Pro Prima Divisione, a antiga Série C1. Após um início bastante positivo, 19 pontos nas primeiras 11 partidas, o time sofreu quatro derrotas nas sucessivas cinco partidas e de fato se distanciou da zona de classificação aos play-offs. Por isso, foi chamado Emiliano Mondonico, o treinador do campeonato anterior, para procurar levar a Cremonese à subida na tábua de classificação. Mas o objetivo não é alcançado, embora tenha havido mais uma mudança de treinador com a saída de Mondonico e a chegada do lombardo Roberto Venturato. O time termina o campeonato em nono lugar, obtendo, embora, uma tranquila salvação. Na temporada 2009-2010, foi confirmado o mesmo técnico. O time conclui a temporada em terceiro, se qualificando para os play-offs. Superada a semifinal, o adversário é o Arezzo. A Cremonese vence por 2 a 0, na Toscana, e é derrotada por 2 a 1, em casa. Na final enfrenta o Varese. Após o sucesso na partida de ida com o triunfo por 1 a 0, o Varese a derrota por 2 a 0 e termina com as esperanças da Cremonese de retornar à Série B.
Em um comunicado, em 12 de julho de 2010 no site do clube, o presidente Arvedi declara a sua própria demissão, para conhecimento da Lega Pro e do vice-presidente da FIGC, a partir de 7 de julho.

## Títulos

### Competições internacionais
- Copa Anglo-Italiana: 1
  - Copa Anglo-Italiana: 1992-1993

### Competições nacionais
- Série C1: 1
  - Série C1: 2004-2005
- Série C: 3
  - Série C: 1935-1936, 1941-1942, 1976-1977
- Série D: 3
  - 1953-1954, 1967-1968, 1970-1971
- Campeonato de Promoção: 1
  - Promoção: 1913-1914
- Copa das Províncias Lombardas: 1
  - 1919

### Competições juvenis
- Copa Itália Primavera: 1
  - 1986-1987
- Troféu Dossena: 1
  - 1984
- Campeonato Nacional Dante Berretti: 2
  - 1973-1974, 1975-1976